# Chlorostilbon stenurus
Chlorostilbon stenurus là một loài chim trong họ Trochilidae.